# 萍河
萍河，位于中华人民共和国河北省中部，是大清河南支之一，古称平水、萍泉河、范水，因河中自然生长浮萍而得名。发源于定兴县西南贤寓镇南幸村，蜿蜒向东南流经固城镇久安庄村、北庄头村、保定市徐水区高林村镇肖金营村、田村铺村、东史端镇、容城县南张镇苏李庄村、小里镇等地，最后于安新县寨里乡王庄村东南流入白洋淀的藻杂淀。河长30千米，流域面积174.6平方千米。